# Perrutenato di tetrapropilammonio
Il perrutenato di tetrapropilammonio è un composto chimico di tipo salino avente formula molecolare [(n-C3H7)4N]+[RuO4]− o anche [n-Pr4N]+[RuO4]−.
È noto talvolta anche come reattivo di Ley-Griffith ed è usato in sintesi organica come reattivo ossidante blando e selettivo. Il sale è composto di un catione ammonio quaternario, il tetrapropilammonio, con l'anione perrutenato (Ru+7), un ossoanione del rutenio eptavalente, che svolge l'azione ossidante del composto.
È noto anche con le sigle TPAP o TPAPR.

## Proprietà e usi
Il TPAP è un solido cristallino verde scuro igroscopico, ma pochissimo solubile in acqua, è solubile in acetonitrile e in diclorometano e leggermente solubile in metanolo; va conservato a 2-8 °C al riparo dalla luce e dall'umidità. Per riscaldamento può esplodere.

### Struttura elettronica e potere ossidante
A differenza del tetrossido di rutenio (RuO4, Ru+8), che è un ossidante potente e aggressivo, l'anione perrutenato RuO4−(Ru+7), che ne costituisce il prodotto di riduzione monoelettronica, è un ossidante più blando e selettivo. Infatti, mentre il potenziale della riduzione monoelettronica di RuO4 (a dare RuO4−, ione perrutenato) è E° = +0,95 V, quello di RuO4− (a dare RuO4−−, ione rutenato) è E° = +0,59 V, un valore paragonabile a quello della riduzione dello iodio a ioduro (+0,54 V).

### Meccanismo catalitico dell'ossidazione
Essendo il reattivo costoso per via del rutenio, esso viene usato in quantità catalitiche assieme ad un coossidante impiegato in quantità stechiometriche; quest'ultimo, che è un ossido di ammina terziaria, spesso l'N-ossido di N-metilmorfolina (ma che a volte può essere anche l'ossigeno molecolare), ha il compito di riossidare il prodotto di riduzione (Ru+6) del perrutenato, che così può continuare l'ossidazione, riprendendo il ciclo catalitico. 
La legge cinetica dell'ossidazione con il TPAP dell'alcool isopropilico ad acetone ha mostrato che la reazione è del primo ordine rispetto all'alcool, ma è del secondo ordine rispetto al TPAP.

### Uso in substrati organici
Il reattivo può essere utilizzato in sintesi organica per convertire alcoli primari ad aldeidi (ossidazione di Ley) e alcoli secondari a chetoni. Con gli alcoli primari l'ossidazione può essere spinta, volendo, fino al corrispondente acido carbossilico se si aumenta la quantità di catalizzatore e di ossidante stechiometrico e si raddoppia l'aggiunta di acqua.
Può essere usato anche per rompere il legame C−C di dioli vicinali e ottenere così due molecole di aldeide.